# III. Ptolemaiosz
III. Ptolemaiosz Euergetész (görögül Πτολεμαίος Ευεργέτης, Kr. e. 284 – Kr. e. 222. február 5.), az ókori Egyiptom harmadik királya a Ptolemaidák közül Kr. e. 246-tól haláláig, II. Ptolemaiosz és első felesége, I. Arszinoé gyermeke volt. Uralkodása alatt élte a hellenisztikus Egyiptom a fénykorát.

## Útja a trónig
Ifjúkoráról nem sokat tudunk. Édesanyját összeesküvés vádjával Kr. e. 278-ban a felső-egyiptomi Koptoszba száműzték, atyja pedig saját nővérét, II. Arszinoét vette feleségül. Pár évvel később, amikor Ptolemaiosz még mindig gyermek volt, a kürénéi Magasszal kötött békeszerződés értelmében eljegyezték annak szintén kiskorú lányával, Berenikével, ám a házasság megkötésére majdnem harminc évet kellett várni. Magasz Kr. e. 250-ben halt meg, ezt követően lánya a makedón II. Antigonosz Gonatasz féltestvéréhez, Démétriosz Kalloszhoz ment feleségül. Kallosz azonban hamarosan felesége áldozatául esett, mivel viszonyt folytatott annak anyjával (Kr. e. 248 k.). Így végül sor kerülhetett az addig meg nem valósult menyegzőre: III. Ptolemaiosz valamikor Kr. e. 248 és a II. Ptolemaiosz Kr. e. 246-os halála közti időben házasodott össze Berenikével, ezáltal nagyapja, I. Ptolemaiosz Szótér kora után ismét egyesítette Kürénét Egyiptommal.

## A III. szíriai háború
Trónra jutva hamarosan háborúba bocsátkozott a Szeleukida Birodalommal. II. Antiokhosz Theosz ugyanis a sógora volt, mivel testvérét, Berenikét a II. szíriai háborút követő békeszerződésben hozzá adták feleségül. Antiokhosz első felesége, Laodiké ezt nem tűrhette: II. Ptolemaiosz halálát követően visszatért az uralkodói kegyekbe, majd saját gyermekének, II. Szeleukosz Kallinikosznak biztosítva a trónt valószínűleg végzett férjével. III. Ptolemaiosz kezdettől fogva ellenségesen figyelte az eseményeket, és bár testvére halálát nem tudta megakadályozni, megindította csapatait, melyeket beteges apjával ellentétben személyesen vezetett. Kitört a III. szíriai háború.
Laodiké kegyetlenségeitől megundorodó alattvalói nem sok ellenállást tanúsítottak az egyiptomi uralkodó ellen, aki egészen Antiokheia városáig nyomult északon. A fiatal Szeleukosz és anyja nem tehetett mást, mint hogy Kis-Ázsiába menekült. Ptolemaiosz nem üldözte őket, hanem keletnek fordult, Mezopotámia és Irán felé. Bevonult Babilonba és az elámi Szúza városába, ahol az összes keleti tartomány egészen az India határán fekvő Baktriáig hódolt előtte, közben flottája végigdúlta a Földközi- és Égei-tenger partvidékét egészen Trákiáig. Ptolemaiosz Kr. e. 245-ben kezdett visszavonulni Szeleukosz csapatai elől, aki időközben szövetkezett II. Mithridatész pontoszi királlyal. Dús zsákmánnyal tért haza, beleértve azokat az egyiptomi istenszobrokat, amelyeket még az óperzsa II. Kambüszész rabolt el a Nílus völgyéből Kr. e. 525-ös hódítása során. Ezek visszaállítása rendkívüli népszerűséget hozott a király számára és az Euergetész („Jótevő”) melléknevet.

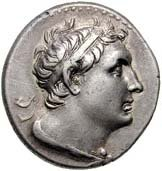
III. Ptolemaiosz

Ptolemaiosz Kr. e. 243 táján térhetett haza. Szeleukosz addigra gyorsan visszahódította a korábban elpártolt keleti tartományokat, és szövetségese, a makedón II. Antigonosz is megindult az egyiptomi dinasztia hellaszi birtokai ellen. Antigonosz ellen Ptolemaiosz Aratoszt, az akháj szövetség vezetőjét pénzelte hatalmas jövedelmeiből, ő pedig kiűzte a makedón helyőrséget Korinthoszból. A keleti fronton Kr. e. 241-re fejeződtek be a harcok. A háború összességében Ptolemaiosz számára végződött nyereségesen: Szíria, Kis-Ázsia és Trákia vidékén egyaránt területeket szerzett. A dinamikusan erősödő Római Köztársaság többször felajánlotta segítségét a II. Ptolemaiosz kora óta hagyományosan szövetségesének tartott Egyiptomnak, de a király ezt elutasította, ahogy ő sem avatkozott bele az első pun háborúba.

## A nagy háború után
Uralma hátralevő részében nem indult komolyabb hadjáratokra, ehelyett inkább anyagilag járult hozzá ellenfelei meggyengítéséhez. Szeleukosz ellen fivérét, Antiokhosz Hieraxot pénzelte annak Kr. e. 236-ban bekövetkezett teljes vereségéig, ám miután Hierax nála keresett menedéket, fogolyként kezelte, békés viszonyra berendezkedve keleti szomszédjával. Makedóniával ezzel szemben továbbra is ellenséges maradt: eleinte Aratoszt támogatta, majd miután az váratlan módon lepaktált ellenfelével, III. Kleomenész spártai királyt és reformert segítette anyagiakkal. Kr. e. 222-ben végül a szellasziai csata spártai vereséggel zárult, az uralkodónak pedig Ptolemaiosz adott menedéket.
Uralma hátralevő éveiben dél felé terjeszkedett: alávetett számos etiópiai törzset, és a Vörös-tenger partján Adulisz városában (ma Eritrea) emporiont alapított. Itt fennmaradt egy felirata, amely hadjáratairól emlékszik meg, amiben nagy szerepe van a Kelet-Afrikából hozott elefántoknak.

## Belpolitikája

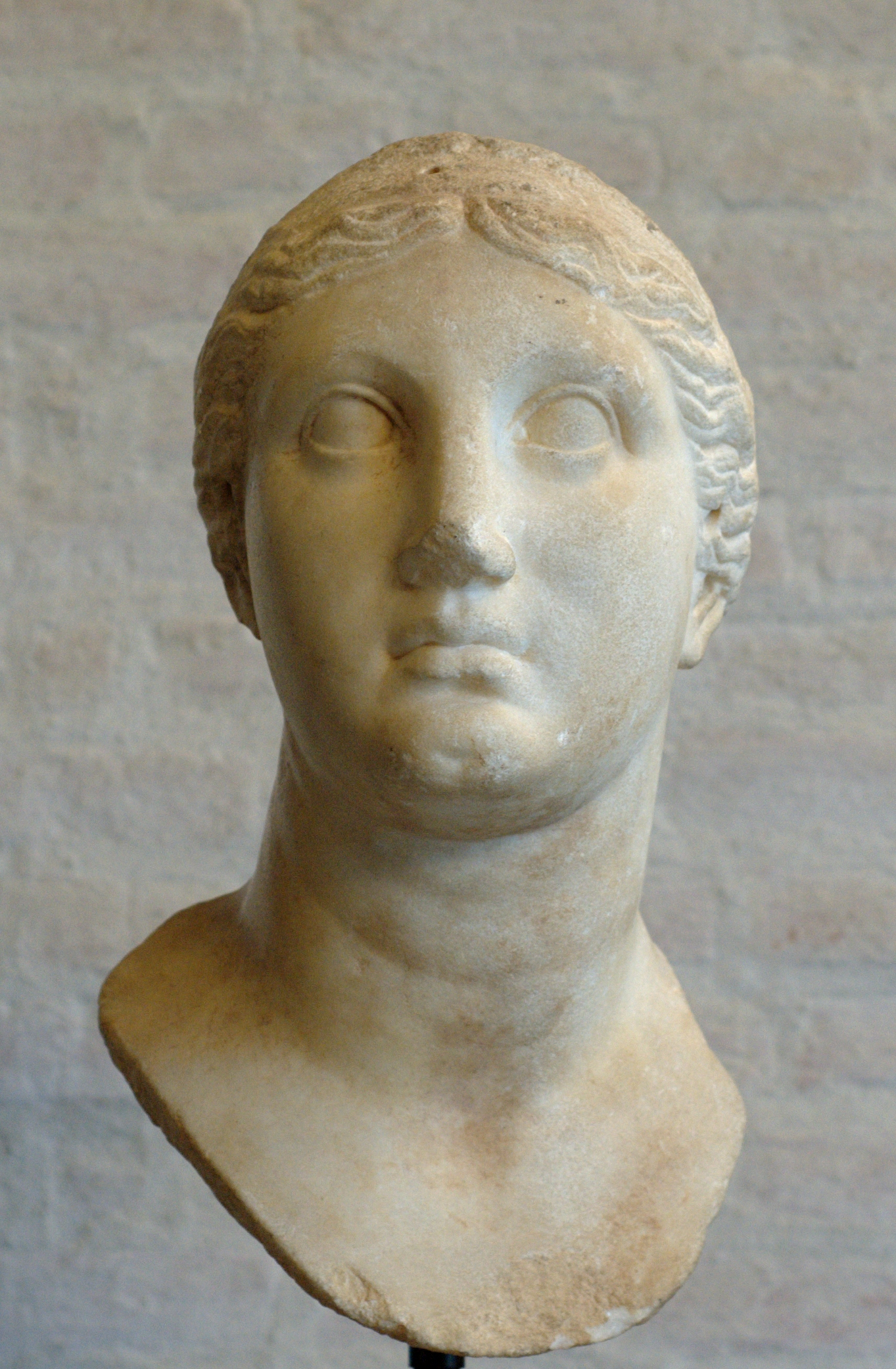
II. Bereniké királynő szobra

Belpolitikai szemszögből uralkodása nyugalmasan telt. Atyjához hasonlóan támogatta a hellenisztikus kultúra fellegvárának számító alexandriai könyvtárat, mellyel kapcsolatban több anekdota is fennmaradt (így például állítólag kölcsönkérte Athénból Aiszkhülosz, Szophoklész és Euripidész eredeti műveit, hogy lemásoltathassa, de végül csak a díszes másolatokat küldte vissza; illetve állítólag olyan rendelkezést hozott, hogy minden Egyiptomba érkező hajót át kell kutatni, és a benne található könyveket le kell másolni a könyvtár számára). Számos tudós és művész tevékenykedett Alexandriában az ő korában, így Eratoszthenész, a térképész, a könyvtár vezetőjeként is jeleskedő költő, Apollóniosz Rhodiosz és Aiszkhülosz, a grammatikus.
Egyiptomi alattvalói sorsát is szívén viselte, amit nem csak a szobrok visszahozása bizonyít, hanem hogy több templomot emeltetett önmaga és királynéja nevében (pl. Ozirisz tiszteletére Kanópuszban vagy Latopoliszban), és a thébai nagytemplomot is jelentősen bővítette. Polübiosztól tudjuk, hogy egy földrengést követően nagylelkűen támogatta Rhodoszt az újjáépítésben, bizonyságot téve hatalmas gazdagságáról.
Kr. e. 238-ból fennmaradt egy görög, hieratikus és démotikus feliratú lelet, amely az V. Ptolemaiosz Epiphanész idején készült rosette-i kőhöz hasonlítható. Ez arról ad hírt, hogy az egyiptomi éhínséget enyhítendő birodalma többi tájáról, Szíria és Fönícia földjéről és Ciprusról importált gabonát. A királyt dicsőítő szöveg különösen fontos, mivel Ptolemaiosz naptárreformjáról ad hírt (ez utóbbi rendeletének szövege szintén előkerült). A bevezetett biszextilis év (azaz a 365 nap mellé négyévente egy kiegészítő nap) bevezetése maradéktalanul csak Julius Caesarnak sikerült mintegy kétszáz évvel később.

## Utódlása
Kr. e. 222-ben halt meg, a források szerint természetes halállal – igaz, már az ókorban is elképzelhetőnek tartották, hogy fia, IV. Ptolemaiosz Philopatór mérgeztette meg, amire az ifjú későbbi viselkedése elegendő alapot szolgáltatott (ti. meggyilkoltatta anyját és öccsét). III. Ptolemaiosznak rajta kívül két Berenikétől származó gyermekéről tudunk: Magaszról és III. Arszinoéról, akit később IV. Ptolemaiosz feleségül vett.